# Черняк, Валентина Данииловна
Валенти́на Дании́ловна Черня́к (26 декабря 1945, Ленинград — 29 октября 2023) — советский и российский лингвист, специалист в области лексикологии, лексикографии, культуры речи. Доктор филологических наук (1992), профессор. Профессор кафедры русского языка (1993) филологического факультета Российского государственного педагогического университета им. А. И. Герцена.

## Биография
Окончила факультет русского языка и литературы (1969) и аспирантуру кафедры русского языка (1973) ЛГПИ им. А. И. Герцена, защитив диссертацию на тему «Синонимические ряды глаголов в современном русском языке». Работала в этом вузе с 1972 г. до конца жизни.
С 1992 г. — доктор филологических наук (тема диссертации — «Синонимические связи слов в лексической системе русского языка»).
Среди дисциплин, читаемых Валентиной Данииловной, — «Современная социокультурная ситуация» (бакалавриат), «Лексикография в современном образовательном пространстве», «Современная языковая ситуация и проблемы языкового образования» (магистратура).
К 2012 году подготовила 16 кандидатов и 3 докторов наук.
Заведовала кафедрой русского языка РГПУ им. А. И. Герцена с 1992 по 2021 год. Состояла в учёном совете филологического факультета этого университета.
Опубликовано около 300 научных и учебно-методических работ. Научные исследования посвящены проблемам русской лексикологии и лексикографии, изучению лексикона и тезауруса языковой личности, современной речевой ситуации, языка современной прозы. Публиковалась в различных научных журналах и сборниках, была постоянной участницей российских и международных конференций и круглых столов.
Скончалась 29 октября 2023 года на 78-м году жизни.

## Научные труды

### Монографии
1. Черняк В. Д. Вселенная в алфавитном порядке: Очерки о словарях русского языка. — СПб.: Образование, 2000. — 358 с. (в соавторстве с В. А. Козыревым).
2. Черняк В. Д. Образовательная среда. Языковая ситуация. Речевая культура: Монография. — СПб.: Изд-во РГПУ им. А. И. Герцена, 2007. — 171 с. (в соавторстве с В. А. Козыревым).

### Учебные пособия
1. Черняк В. Д. Русская лексикография: Учебное пособие. — М.: Дрофа, 2004. — 286 с. (в соавторстве с В. А. Козыревым).
2. Черняк В. Д. Синонимия в русском языке: Учебное пособие для студентов вузов. — М.: Издат. центр «Академия», 2010. — 125 с.
3. Черняк В. Д. Современная языковая ситуация и речевая культура: Учебное пособие. М.: Флинта — Наука, 2012. — 181 с. (в соавторстве с В. А. Козыревым).

### Статьи
1. Черняк В. Д. Речевой портрет носителя просторечия // Современный русский язык: Социальная и функциональная дифференциация / РАН: Ин-т русск. яз. им. В. В. Виноградова. — М.: Языки славянской культуры, 2003. — С. 497—515.
2. Черняк В. Д. Рефлексия о языковой норме в новейшей отечественной прозе // Русский язык сегодня. Вып. 4: Проблемы языковой нормы / Отв. ред. Л. П. Крысин. Инст. русского языка им. В. В. Виноградова РАН. — М., 2006. — С. 589—598.
3. Черняк В. Д. «Мы все учились понемногу…»: речевая культура и культурная грамотность // Вопросы культуры речи / Отв. ред. А. Д. Шмелёв. — М.: АСТ-ПРЕСС КНИГА, 2011. — С. 77—81.
4. Черняк В. Д. Речевой жанр «оценка речи» в современной беллетристике // Жанры речи: Сб. науч. статей. Вып. 7. Жанр и языковая личность. — Саратов: Изд. Центр «Наука», 2011. — С. 312—319.

### Словари
- Козырев В. А., Пентина А. Ю., Черняк В. Д. Как проверить культурную грамотность? — СПб.: Изд-во РГПУ им. А. И. Герцена, 2005. — 170 с.
- Козырев В. А., Черняк В. Д. Правильно ли мы говорим? Краткий словарь-справочник трудностей русского языка. — СПб.: Изд-во РГПУ им. А. И. Герцена, 2006. — 108 с.
- Черняк В. Д. Базовые понятия массовой литературы: Учебный словарь-справочник. СПб.: Изд-во РГПУ им. А. И. Герцена, 2009. — 167 с. (в соавторстве с М. А. Черняк).

### Научная редакция
1. учебников и учебных пособий:
  - «Русский язык и культура речи»
    - для вузов:
Русский язык и культура речи . — М.: Высшая школа, 2002. — 508 с.
Русский язык и культура речи. — М.: Юрайт, 2012. — 493 с.
    - для сузов: Русский язык и культура речи. — М.: Юрайт, 2011. — 492 с.

  - Современный русский язык: Сборник заданий и упражнений. — М.: Высшая школа, 2005. — 301 с.
  - Русская речевая культура: Учебный словарь-справочник. — СПб.: Сага, Азбука-классика, 2006. — 218 с.
  - Сборник упражнений и текстовых заданий по культуре речи. — СПб.: САГА; М.: Форум, 2008. — 224 с.
  - Русский язык и культура речи: Сборник упражнений. — М.: Высшая школа, 2010. — 139 с.
  - Риторика. М.: Юрайт, 2012. — 430 с.
2. сборников научных статей:
  - «Слово. Словарь. Словесность» (2003—2012), публикуемых ежегодно по итогам проведения традиционной всероссийской конференции «Слово. Словарь. Словесность», которую организует кафедра русского языка РГПУ им. А. И. Герцена;
  - Русистика: лингвистическая парадигма конца XX века: Сб. ст. в честь проф. Сакмары Георгиевны Ильенко / Отв. ред. В. Д. Черняк. — СПб. : Изд-во С.-Петерб. ун-та, 1998. — 344 с.
  - Говорящий и слушающий: языковая личность, текст, проблемы обучения: Материалы Междунар. науч.-метод. конф. (Санкт-Петербург, 26-28 февр. 2001 г.) / Отв. ред. В. Д. Черняк. — СПб.: Союз, 2001. — 541 с.
  - Слово. Семантика. Текст : Сб. науч. тр., посвящ. юбилею проф. В. В. Степановой / Рос. гос. пед. ун-т им. А. И. Герцена / Отв. ред. В. Д. Черняк. — СПб.: Изд-во РГПУ им. А. И. Герцена, 2002. — 213 с.
  - Русское слово и русский текст: история и современность : сборник научных статей / Рос. гос. пед. ун-т им. А. И. Герцена / Редкол.: В. Д. Черняк (отв. ред.), И. Н. Смирнов. СПб.: Изд-во РГПУ им. А. И. Герцена, 2007. — 315 с.